# NK Posušje
El NK Posušje es un club de fútbol bosnio de la ciudad de Posušje. Fue fundado en 1950 y juega en la Liga Premier de Bosnia y Herzegovina.